# Команчи
Вижте пояснителната страница за други значения на Команчи.
Команчите (на английски: Comanche) са голям северноамерикански индиански народ, типични представители на индианците от Големите равнини. Преди да се заселят в равнините те са част от Източните шошони и живеят в западните части на Уайоминг. Около 1500 г. живеят в горното течение на река Плат в източен Уайоминг. След като се сдобиват с коне някъде около 1680 г., те се отделят от източните шошони и поемат на юг. Те са едно от първите племена в равнините, които се сдобиват с коне и започват да снабдяват и другите племена. Затова били едно от влиятелните племена в равнините. Смята се, че започват миграция на юг именно заради самите коне – да са по-близо до рая на конете, Ню Мексико. Преселението им не става изведнъж, а продължава почти едно столетие. Първо се установяват между реките Плат и Арканзас. През 40-те години на 18 век преминават Арканзас и се установяват в Ляно Естакадо. В зенита на своето могъщество вече владеят огромна територия, обхващаща територии от западна Оклахома, северен Тексас, източно Ню Мексико и южен Канзас – от река Арканзас на север до река Сан Антонио на юг и до Скалистите планини на запад. Тази област впоследствие става известна като Команчерия.
През 1875 г. всички команчи са затворени в резерват, където се налага да започнат нов живот. Днес, в началото на 21 век Нацията команчи е федерално призната племенна нация със седалище в Лоутън – Оклахома. Племето има над 15 000 записани членове.

## Език
Езикът им е класифициран към групата Нумик на Юто-ацтекското езиково семейство и почти не се различава от езика на шошоните. Близък с езиците на ютите и паютите.

## Население
Когато се отделят от шошоните, вероятно наброяват около 10 000 души. Тъй като преселението им на юг трае дълги години, в редиците им се вливат постоянно хора от роднините им на север, както и хора от други племена. Така числеността им постоянно растяла. В испанските източници се съобщава, че през 1790 г. вече наброяват над 20 000 души. През 1851 г. племето преживява голяма епидемия и числеността му пада до 12 000 души. През 1870 г. са около 8000, а през 1920 г. само 1500. В началото на 21 век Нацията команчи наброява над 15 000 души.

## Име
Не е известно значението на името команчи. Самите те се наричат немене – хора. Немене се произнася и като неуми, нерм, нерме, нермерну, нименим, ниуни, ниуна и нума, в зависимост от различните им диалекти. На французите стават известни като Жен дьо серпен – Змийската нация възприето от другите прерийни племена, на които команчите са известни като змиите или хората змии. Арапахо ги наричат Катха – тези, които имат много коне, шайените – Шишиновут хитанио (змийския народ). Кайовите ги наричат с различни имена като Бодалк инаго (змийския народ) или Гяйко (враговете), или Санко (змии). На кадо са известни като Соухто, Сонтто, Савато, на дакота като Чинтуалука, на поуните като Ларита, на осейджите като Партуки и Тавакаро, на навахо като Налани, на уичита като Натаа, на апачите хикария като Инда шошон или Ямпа (Ямпайни) и на мексиканците като Лос Мекос.

## Подразделения
Команчите не са единно племе, а са съвкупност от няколко големи дивизии или племена и няколко малки отделни групи.
Имената на отделните племена и групи не са определени с точност, тъй като някои от имената в списъка може да са синоними на дадена група. Често групите имат и шеговити или обидни имена, с които са наричани от останалите групи.
Племена
- Юпе – (Хопенее – Hʉpenʉʉ) – „горски хора“, изписвано на испански като Hupe, Hoipi) – група от 18 век, най-вероятно предшественици на нокони, куахади и на местната група хоис.
- Котсотека (Котсотеека – Kʉtsʉtʉʉka) – „ядящите бизонско“
- Куахади, Куохада, Куахаре (Куахаре нее – Kwaharʉ nʉʉ) – „ядящите антилопи“, наричани също и Куахихеки (Kwahihʉʉ ki) – „носещи сянката върху гърбовете си“, заради живота им в Ляно Естакадо.
- Нокони (Нокони нее – Nokoni nʉʉ – движещите се, връщащите се), наричани също и Нойека (Нойеканее – Noyʉhkanʉʉ – тези, които не стоят на едно място). По-късно са наречени Тетсе Нойекане Детсанайека (Tʉtsʉ Noyʉhkanʉʉ Detsanayʉka – основно подразделение, което е имало значително влияние сред танима и тенауа. Двете се разглеждат като техни разделения.
  - Танима (Танимее – Tanimʉʉ) наричани също и Дехаей (Dehaʉi) или Тевауиш (Tevawish) – „ядящите черен дроб“
  - Тенауа, Тенауит (Танахуа – живеещите надолу по потока) – живели южно от ноконите. Група отцепила се от ямпарика. Унищожени от мексиканците през 1845 г.
- Пенатека (Пенатека Нее, Пинаатека, Пенанее – Penatʉka Nʉʉ, Pihnaatʉka, Penanʉʉ – ядящите мед), наричани също и Пехнатерка (Пехнатерке – Pehnahterkʉh – осите)
- Ямпарика, Япарека – Yaparʉhka, също и Япай Нее – Yapai Nʉʉ – „ядящите корени“, понякога са наричани и Уидио Нее, Уидио или Уидио Япа – Widyʉ Nʉʉ, Widyʉ or Widyʉ Yapa – хората сови, по-късно са наречени Тетсакенанее – Tʉtsahkʉnanʉʉ.
- Пагатсу (Пагатсо – Pagatsʉ), (Pa'kah'tsa – ‘в началото на потока’), наричани също и Панайте (Pahnaixte – ‘живеещите нагоре по потока’)
- Мотсаи (Мотсане – Mʉtsahne) – унищожени от мексиканците през 1845 г.
- Сариа Тека (Saria Tʉhka), Чаритикас, Сата Тейчас – тези, които ядат кучета, група на арапахо, която се присъединява към команчите.

Отделни малки групи
- Пахораих (Пахораих – Pahʉraix – воден кон), наричани също и Паркином (Паркеенаом – Parkeenaʉm) или Паки Неме (Paki Nʉmʉ) – водните хора.
- Титчакайна (Titchahkaynah – Тези, които правят вързопи, когато пътуват, отделна група, която по-късно се присъединява към ямпарика. Изписвано и като Дитсакана (Титсакана).
- Гуаге джохе – вероятно синоним на куахади
- Хайненаури, Хайненаеоне, Хани неме (Hai'ne'na'ʉne, Hani Nʉmʉ – хората, които ядат царевица)
- Ичитабедах, Утсу ите (It'chit'a'bʉd'ah, Utsu'itʉ – хората на студа или северните хора)
- Кетато (Кетато Те – Ketahtoh Tʉ, Ketatore – Тези, които не носят обувки), наричани също и Напуат Те (Napwat Tʉ – ходещите без обувки). Разглежда се като подгрупа на ямпарика.
- Кеуатсана
- Куаши
- Мувинаборе
- Наонием (Naʉ'niem, No'na'ʉm – хората от височините), може да е предишно име на Куахадите.
- Похои (Pohoi, Pohoee – див лук) – група на източните шошони, която се присъединява към команчите.

## История
Тяхната ценностна система и философия се зародила в Големия басейн около 1500 г. Тогава няколко големи групи Източни шошони решили да започнат нов начин на живот и поели на север. С времето окупирали огромна територия, простираща се чак до Албърта и Саскачиуан.
Предците на днешните команчи се установили в земите около Блек Хилс и в подножието на Скалистите планини в източен Уайоминг. Около 1680 г. се сдобили с коне и това напълно променило живота им. От пеши ловци на бизони се превърнали в конни ловци номади. Получили първите огнестрелни оръжия от французите около 1740 г. Като получили достатъчно коне се отделили от шошоните и тръгнали на юг. Преселението им не станало изведнъж, а продължило цяло столетие. Последната група команчи се присъединила към съплеменниците си през 1830 г. Първите, които поели на юг първо сключили съюз с ютите и се установили в източно Колорадо и западен Канзас. Тук обаче се сблъскали с изконните жители на тези земи, Равнинните апачи. Горе-долу по това време, около 1700 г. за първи път срещнали и европейци. До 1716 г. успели да изтласкат от равнините хикариля към северно Ню Мексико, а останалите апачески групи към Тексас. През 1719 г. направили своето първо нападение за коне в Ню Мексико. През 1723 г. войната срещу апачите достигнала своя апогей. Липаните и мескалеросите се изтеглили към Южен Тексас, а останалите апачи към Аризона. До 1874 г. изчезнали и последните села на апачи северно от река Арканзас. Към 1730 г. команчите вече контролирали почти цял западен Тексас и североизточно Ню Мексико. По това време развалили съюза си с ютите и станали смъртни врагове. До 1740 г. ютите били принудени да напуснат Равнините и да се изместят на запад в планините. За да се защитят от атаките на команчите ютите потърсили помощта на испанците и се съюзили с хикариля. Войната между двете племена продължила до 1786 г.
През 1740 г. котсотека преминали Арканзас и се установили в Ню Мексико. През втората половина на 18 век техният пример последвали и други групи като се заселили в северен Тексас. Основната част на племето ямпарика и юпе обаче останала на север от Арканзас до началото на следващото столетие. С преместването си в Ню Мексико котсотека се превърнали в главна угроза за испанците. Привлечени в испанските владения от търговията и конете те постоянно нападали испанските поселища, същевременно воювали и с апачите. Испанците многократно изпращали наказателни експедиции срещу тях, но без успех. След убийството обаче на влиятелния им вожд, Зеленият рог набезите в Ню Мексико намалели. През 1785 г. команчите в Тексас сключили мир с тамошния губернатор. През 1786 г. последвал мирен договор с испанците в Ню Мексико и с ютите.
Когато тръгнали на юг и се разпръснали между Плат и Арканзас се сблъскали и с други племена дошли в Равнините преди тях. Успешно започнали да воюват със сиуксите и шайените около Блек Хилс и с арикарите на Мисури. Воювали също така с канза и с поуните. В периода 1791-1796 г. победили осейджите. Отношенията им с кайовите също били враждебни още от съжителството им в Уайоминг. През 1805 г. обаче двете племена сключили ненарушим съюз. Когато шайените и арапахите дошли в Канзас и Колорадо сключили съюз и с тях. Когато в Канзас дошъл Уилям Бент той убедил племената да сключат мир и да търгуват с него. Така през 1840 г. бил сключен Великият мир между четирите племена – южните шайени и арапахи, кайовите и команчите. Команчите обаче живеещи в Тексас продължили да воюват с испанците и апачите. През 1845 г. подписали мирен договор с Тексаската република. През 1862 г. и през 1867 г. племето било покосено от 2 епидемии, които драстично съкратили числеността им. През 1868 г., след клането при Уошита генерал Филип Шеридан заповядал на всички племена в региона да се явят във Форт Коб и да се предадат, в противен случай армията ще ги унищожи. Вождът Тосауи довел пенатеките, а Десет Мечки ямпарика. Гордите куахади обаче отказали да се предадат и останали в Равнините. През пролетта на 1869 г. предалите се команчи били преместени във Форт Сил при кайовите. До края на май над 2000 кайови и 2500 команчи били събрани там. През август 1872 г. делегации на племената в Южните равнини били поканени да посетят Вашингтон. Там вождовете получили ултиматум – до 15 декември 1872 г. всички индианци скитащи свободно да се явят в агенциите си, иначе ще бъдат считани за врагове. Много индианци побързали да спазят ултиматума и се явили в агенциите, гордите куахади обаче отказали и срещу тях била изпратена армията. На 29 декември 1872 г. полковник Раналд Макензи и войниците му открили голямото село на Мечока на Маклилънс Крийк. Войниците атакували изненадващо, убили 23 команчи, заловили 120 жени и деца и над 100 коня. През нощта войните команчи се промъкнали до войнишкия лагер и успели да си върнат конете, но не успели да спасят жените и децата. Полковник Макензи отвел заловените във Форт Сил и много войни ги последвали и се предали, за да бъдат със семействата си.
През пролетта на 1874 г. племената в региона се събрали на голям съвет при Елм Крийк. На него вождовете решили да започнат война срещу ловците на бизони, които безразборно унищожавали бизоните. На 24 юни 1874 г. войните атакували базата на ловците Ъдоуби Уолс на река Канейдиън. След неуспешната атака всички се върнали в убежището си в каньона Пало Дуро. Тези свободни индианци били трън в очите на армията и срещу тях били изпратени войски, за да ги изловят. На 26 септември 1874 г. разузнавачите на войниците открили голямото село в каньона. Кайовите на Самотния вълк понесли яростта на първата атака. Те обаче успели да задържат нападащите войници, докато жените и децата избягат нагоре по каньона. Войниците бавно се придвижвали напред като унищожавали всичко по пътя си. Индианците се разпръснали в прерията без храна, подслон и дрехи. Хилядите сини куртки, които ги преследвали постепенно ги излавяли. Много от команчите успели да се спасят, но накарая и те не можели да бягат повече. През май 1875 г. Куана Паркър и последните свободни команчи се явили във Форт Сил и се предали.